# El Jable
El Jable är en sanddyn i Spanien.   Den ligger i provinsen Provincia de Las Palmas och regionen Kanarieöarna, i den sydvästra delen av landet, 1 500 km sydväst om huvudstaden Madrid. El Jable ligger 91 meter över havet. Den ligger på ön Lanzarote.
Terrängen runt El Jable är kuperad åt sydost, men åt nordväst är den platt. Havet är nära El Jable norrut. Runt El Jable är det ganska glesbefolkat, med 47 invånare per kvadratkilometer. Närmaste större samhälle är Arrecife, 15,7 km söder om El Jable. Omgivningarna runt El Jable är i huvudsak ett öppet busklandskap.